# إندغون أوريغوني
إندغون أوريغوني (الاسم العلمي:Endogone oregonensis) هو نوع من الفطريات يتبع جنس الإندغون من الفصيلة الإندغونية.